# Дивись на всі боки
«Дивись на всі боки» (англ. Better Watch Out) — фільм 2016 року спільного виробництва Австралії та США. У 2017 році стрічка стала лауреатом премії «Золотий ворон».

## Сюжет
Люк Лернер закоханий в свою няню Ешлі. Напередодні Різдва він з другом Гарретом готують план. Дівчина приїздить і вони вдвох дивляться фільм жахів. За вікном щось відбувається, вони бачать тінь. Виявилось, що це прийшов Гаррет. Почувши, що хтось розбив вікно на горі, Гаррет вибігає надвір і падає від пострілу.
Ешлі та Люк ховаються на горищі. Хлопець приносить зброю із кімнати батьків, щоб налякати злочинців. До них заходить хлопець у дивній лижній масці. Ешлі згадує, що бачила таку на сімейному фото Ларнерів. Злочинцем виявився Гаррет. Це був план Люка, щоб справити враження на няню та спокусити її. Розгнівана дівчина намагається піти, але Люк зупиняє її. Няня падає та втрачає свідомість.
Ешлі приходить дотями, прикутою до стільця. Підліток примушує її грати в «Правду або виклик». Несподівано приходить хлопець няні, Рікі. Люк б'є його по голові та прив'язує гостя. Гаррет робить спробу піти та друг його шантажує. Підліток починає знущатися з Рікі, урешті-решт, імітуючи сцену фільму «Сам удома», Люк розбиває голову полоненого банкою фарби. Ешлі вдається звільнитися за допомогою розбитого скла. Їй проламують череп і дівчина знову сидить прив'язаною в будинку Лернерів.
Приходить колишній хлопець Ешлі, Джеремі. Він має написати лист-вибачення. Коли хлопець виконує завдання, Люк підвішує його, імітуючи самогубство. Гаррет був вбитий другом при спробі звільнити полонену. Ешлі отримує ножове поранення в горло. Лернер залишає відбитки Джеремі в будинку, щоб підозра за вбивства падала на нього. Невдовзі він лягає спати.
Батьки Люка, шоковані побаченим, викликають поліцію. З'ясовується, що хлопцеві не все вдалось: дівчина вижила.
У сцені після титрів Люк виражає батькам занепокоєність станом Ешлі та він хоче навідати її у лікарні.

## У ролях
| Актор            | Роль           |
| ---------------- | -------------- |
| Олівія Деджонг   | Ешлі           |
| Леві Міллер      | Люк            |
| Ед Оксенбаулд    | Гарретт        |
| Алекс Мікич      | Рікі           |
| Дейкр Монтгомері | Джеремі        |
| Патрік Ворбертон | Роберт Лернер  |
| Вірджинія Медсен | Деандра Лернер |

## Створення фільму

### Виробництво
Зйомки фільму проходили в Сіднеї та кіностудії Fox Studios, Австралія.

### Знімальна група
- Кінорежисер — Кріс Пековер
- Сценаристи — Зак Кан, Кріс Пековер
- Кінопродюсери — Бріон Гембел, Пол Дженсен, Бретт Торнквест
- Композитор — Браян Качя
- Кінооператор — Карл Робертсон
- Кіномонтаж — Джулі-Енн Де Руво
- Художник-постановник — Річард Гоббс
- Художник-декоратор — Марк Доусон
- Художник з костюмів — Анна Кахілл
- Підбір акторів — Фейт Мартін[2].

## Сприйняття

### Критика
Фільм отримав переважно схвальні відгуки. На сайті Rotten Tomatoes оцінка стрічки становить 86 % на основі 51 відгуку від критиків (середня оцінка 6,6/10) і 67 % від глядачів із середньою оцінкою 3,5/5 (4 153 голоси). Фільму зарахований «свіжий помідор» від кінокритиків та «попкорн» від глядачів, Internet Movie Database — 6,5/10 (17 007 голосів), Metacritic — 67/100 (13 відгуків критиків) і 5,7/10 (48 відгуків від глядачів).

### Номінації та нагороди
| Нагороди та номінації фільму «Дивись на всі боки» | Нагороди та номінації фільму «Дивись на всі боки»            | Нагороди та номінації фільму «Дивись на всі боки» | Нагороди та номінації фільму «Дивись на всі боки»                   | Нагороди та номінації фільму «Дивись на всі боки» | Нагороди та номінації фільму «Дивись на всі боки» |
| Рік                                               | Кінофестиваль/кінопремія                                     | Категорія/нагорода                                | Номінант                                                            | Результат                                         |                                                   |
| ------------------------------------------------- | ------------------------------------------------------------ | ------------------------------------------------- | ------------------------------------------------------------------- | ------------------------------------------------- | ------------------------------------------------- |
| 2017                                              | Брюссельський міжнародний кінофестиваль фантастичних фільмів | «Золотий ворон»                                   | Кріс Пековер, Best Medicine Productions, Storm Vision Entertainment | Перемога                                          |                                                   |
| 2018                                              | «Сатурн»                                                     | Найкращий фільм жахів                             | «Дивись на всі боки»                                                | Номінація                                         |                                                   |